# 伴氏上
伴 氏上（とも の うじかみ）は、平安時代初期の貴族。官位は正五位下・右中弁。勲等は勲七等。

## 経歴
嵯峨朝にて少内記・大内記を務める。また、勲七等への叙勲を受けていることから、蝦夷征討にも従事したか。
淳和朝では、尾張守や左少弁など内外の諸官を歴任し、この間の天長2年（825年）従五位上に昇叙されている。
天長10年（833年）仁明天皇の即位に伴って、正五位下・右中弁に叙任される。翌承和元年（834年）第19次の遣唐使が派遣されることが決まると、造舶使長官に任ぜられ遣唐使船の築造を担当する。承和3年（836年）7月に遣唐使船は大宰府から唐に向け出航するが、間もなく渡海は失敗して7月から8月にかけて全ての船が九州各地に漂着した。そのため、9月に氏上は修理遣唐舶使長官に任ぜられ、遣唐使船の修理に当たっている。
漢詩人として『凌雲集』に漢詩作品1首が採録されている。

## 官歴
注記のないものは『六国史』による。
- 弘仁2年（811年） 6月27日：少内記[2]
- 時期不詳：従六位下
- 弘仁5年（814年） 日付不詳：見大内記[3]
- 時期不詳：従五位下。勲七等[4]
- 弘仁14年（823年） 4月28日：大伴宿禰から伴宿禰へ改姓
- 天長2年（825年） 正月4日：従五位上。11月12日：見尾張守[4]
- 天長10年（833年） 正月22日：見左少弁[5]。3月6日：正五位下。3月24日：右中弁
- 承和元年（834年） 8月4日：造舶使長官
- 承和3年（836年） 9月25日：修理遣唐舶使長官

## 系譜
- 父：大伴駿河麻呂[1]
- 母：不詳
- 生母不明の子女
  - 男子：伴真意[6]